# Antonio García Miralles
Antonio García Miralles, né le 15 juillet 1942 à Alicante, est un avocat et homme politique socialiste de la région de valence, en Espagne.
Militant du Parti socialiste ouvrier espagnol durant le franquisme et avocat d'UGT entre 1968 et 1977, il dirige le PSPV-PSOE à partir de sa fondation en 1978 ; il est élu au  Congrès des députés pour la province d'Alicante lors de trois législatures consécutives, de 1977 à 1986. Il démissionne en 1983 pour être élu député aux Corts valenciennes, dont il sera président jusqu'en 1995.
Il fait partie du Conseil du Pays valencien et de la commission rédactrice du Statut d'autonomie, et participe activement aux organes pré-autonomiques à partir de 1977, étant notamment Conseiller aux Travaux publics et à l'Urbanisme sous la présidence de Josep Lluís Albiñana. Il est président du PSPV-PSOE sous la présidence de Joan Lerma. Il est sénateur de la Communauté valencienne sans interruption de 1995 à 2007.